# Escharella rugosa
Escharella rugosa är en mossdjursart som först beskrevs av Soule, Soule och Chaney 1995.  Escharella rugosa ingår i släktet Escharella och familjen Romancheinidae. Inga underarter finns listade i Catalogue of Life.